# Amy Neumann-Volmer
Amy Françoise Neumann-Volmer (* 2. März 1957 in Frankreich) ist eine deutsche Ärztin, die sich schon lange für die weltweit tätige Hilfsorganisation Ärzte ohne Grenzen engagiert. Sie wurde im Juli 2019 zur Vorstandsvorsitzenden der deutschen Sektion gewählt.

## Leben
Amy Neumann-Volmer ist in Frankreich geboren und aufgewachsen. 1978 kam sie nach Deutschland. Hier studierte sie Medizin und lernte dabei ihren Mann Klaus Volmer kennen, mit dem sie drei Töchter hat, darunter die Autorin, Illustratorin, Musikerin und Produzentin Marie Meimberg, welche Amy Neumann-Volmer 1983 zur Welt brachte. 1989 promovierte Amy Neumann-Volmer an der Universität Freiburg. Gemeinsam mit ihrem Mann betreibt sie eine Arztpraxis in Amtzell.
In ihrem Urlaub war das Ehepaar bereits bei vielen medizinischen Auslandseinsätzen für Ärzte ohne Grenzen tätig. Sie halten darüber auch viele Vorträge und sammeln Spenden für die Hilfsaktionen.
Für ihr großes Engagement wurden Amy Neumann Volmer und Klaus Volmer 2016 vom Bundespräsidenten mit dem Verdienstkreuz am Bande ausgezeichnet. Amy Neumann-Volmer gehört seit 2017 dem Vorstand der deutschen Sektion von Ärzte ohne Grenzen an und wurde 2019 in das Amt der Vorstandsvorsitzenden gewählt. Auch ihr Mann war mehrere Jahre im Vorstand der Organisation tätig.

## Publikation
- Echokardiographische und dopplersonographische Bestimmung rechtskardialer Funktionsparameter bei Kindern mit chronischen Erkrankungen der Atemwege. Doktorarbeit. Universität Freiburg, 1989.